# Badminton nos Jogos Olímpicos de Verão da Juventude de 2010 - Simples masculino
O torneio de simples masculino de badminton nos Jogos Olímpicos de Verão da Juventude de 2010 ocorreu entre 15 e 19 de agosto no Singapore Indoor Stadium. 32 atletas participaram do evento classificados através dos seus respectivos campeonatos continentais juvenis.

## Medalhistas
| Ouro   | THA Pisit Poodchalat |
| Prata  | IND Prannoy Kumar    |
| Bronze | KOR Kang Ji-Wook     |

## Formato
Os 32 atletas foram divididos em oito grupos de quatro integrantes, onde cada um realizou três jogos dentro do seu respectivo grupo. Os primeiros colocados de cada grupo classificaram-se às quartas-de-final. Os vencedores dos confrontos avançaram às semifinais. Os vencedores das semifinais disputaram a final e os perdedores a medalha de bronze.

## Preliminares
|  | Classificado para as quartas-de-final |

### Grupo A
| Atleta           | Jogos | Jogos | Jogos | Sets | Sets | Sets | Pontos | Pontos | Pontos |
| Atleta           | V     | D     | T     | V    | D    | +/-  | V      | V      | +/-    |
| ---------------- | ----- | ----- | ----- | ---- | ---- | ---- | ------ | ------ | ------ |
| KOR Kang Ji-Wook | 3     | 0     | 3     | 6    | 0    | +6   | 84     | 45     | +39    |
| MEX Job Castillo | 2     | 1     | 3     | 4    | 2    | +2   | 71     | 69     | +2     |
| USA Zenas Lam    | 1     | 2     | 3     | 2    | 4    | -2   | 69     | 71     | –2     |
| ZAM Ngosa Chongo | 0     | 3     | 3     | 0    | 6    | –6   | 45     | 84     | –39    |

| Domingo, 15 de agosto       |     |                  |              |       |          |
| 09:00                       |     |                  |              |       |          |
| KOR Kang Ji-Wook            | 2-0 | MEX Job Castillo | 21–12, 21–17 | 22min | Quadra 1 |
| 10:45                       |     |                  |              |       |          |
| USA Zenas Lam               | 2-0 | ZAM Ngosa Chongo | 21–15, 21–14 | 18min | Quadra 2 |
| 18:30                       |     |                  |              |       |          |
| KOR Kang Ji-Wook            | 2-0 | ZAM Ngosa Chongo | 21–7, 21–9   | 18min | Quadra 2 |
| 20:15                       |     |                  |              |       |          |
| USA Zenas Lam               | 0-2 | MEX Job Castillo | 18–21, 9–21  | 25min | Quadra 1 |
| Segunda-feira, 16 de agosto |     |                  |              |       |          |
| 13:30                       |     |                  |              |       |          |
| KOR Kang Ji-Wook            | 2-0 | USA Zenas Lam    | 21-16, 21-9  | 15min | Quadra 1 |
| 15:15                       |     |                  |              |       |          |
| ZAM Ngosa Chongo            | 0-2 | MEX Job Castillo | 14-21, 10-21 | 23min | Quadra 1 |

### Grupo B
| Atleta             | Jogos | Jogos | Jogos | Sets | Sets | Sets | Pontos | Pontos | Pontos |
| Atleta             | V     | D     | T     | V    | D    | +/-  | V      | D      | +/-    |
| ------------------ | ----- | ----- | ----- | ---- | ---- | ---- | ------ | ------ | ------ |
| INA Evert Sukamta  | 3     | 0     | 3     | 6    | 1    | +5   | 140    | 85     | +55    |
| JPN Kento Horiuchi | 2     | 1     | 3     | 5    | 2    | +3   | 125    | 110    | +15    |
| CAN Henry Pan      | 1     | 2     | 3     | 2    | 5    | –3   | 114    | 142    | –28    |
| SUR Irfan Djabar   | 0     | 3     | 3     | 1    | 6    | –5   | 98     | 140    | –42    |

| Domingo, 15 de agosto       |     |                   |                     |       |          |
| 09:50                       |     |                   |                     |       |          |
| JPN Kento Horiuchi          | 1-2 | INA Evert Sukamta | 7–21, 21–14, 13–21  | 40min | Quadra 2 |
| 11:15                       |     |                   |                     |       |          |
| SUR Irfan Djabar            | 1-2 | CAN Henry Pan     | 21–12, 21–23, 16–21 | 32min | Quadra 3 |
| 19:05                       |     |                   |                     |       |          |
| JPN Kento Horiuchi          | 2-0 | CAN Henry Pan     | 21–18, 21–10        | 22min | Quadra 1 |
| 20:45                       |     |                   |                     |       |          |
| SUR Irfan Djabar            | 0-2 | INA Evert Sukamta | 4–21, 10–21         | 17min | Quadra 3 |
| Segunda-feira, 16 de agosto |     |                   |                     |       |          |
| 14:05                       |     |                   |                     |       |          |
| JPN Kento Horiuchi          | 2-0 | SUR Irfan Djabar  | 21-11, 21-15        | 19min | Quadra 1 |
| 14:55                       |     |                   |                     |       |          |
| CAN Henry Pan               | 0-2 | INA Evert Sukamta | 17-21, 13-21        | 25min | Quadra 2 |

### Grupo C
| Atleta                     | Jogos | Jogos | Jogos | Sets | Sets | Sets | Pontos | Pontos | Pontos |
| Atleta                     | V     | D     | T     | V    | D    | +/-  | V      | D      | +/-    |
| -------------------------- | ----- | ----- | ----- | ---- | ---- | ---- | ------ | ------ | ------ |
| IND Prannoy Kumar          | 3     | 0     | 3     | 6    | 0    | +6   | 126    | 71     | +55    |
| FRA Lucas Claerbout        | 2     | 1     | 3     | 4    | 2    | +2   | 113    | 74     | +39    |
| LAO Phetphanom Keophiachan | 1     | 2     | 3     | 2    | 4    | -2   | 85     | 111    | –26    |
| JAM Dennis Coke            | 0     | 3     | 3     | 0    | 6    | –6   | 58     | 126    | –68    |

| Domingo, 15 de agosto       |     |                            |              |       |          |
| 11:00                       |     |                            |              |       |          |
| IND Prannoy Kumar           | 2-0 | FRA Lucas Claerbout        | 21–15, 21–14 | 25min | Quadra 2 |
| 11:50                       |     |                            |              |       |          |
| LAO Phetphanom Keophiachan  | 2-0 | JAM Dennis Coke            | 21–16, 21–11 | 24min | Quadra 3 |
| 19:35                       |     |                            |              |       |          |
| IND Prannoy Kumar           | 2-0 | JAM Dennis Coke            | 21–9, 21–10  | 25min | Quadra 3 |
| 19:40                       |     |                            |              |       |          |
| LAO Phetphanom Keophiachan  | 0-2 | FRA Lucas Claerbout        | 12–21, 8–21  | 25min | Quadra 1 |
| Segunda-feira, 16 de agosto |     |                            |              |       |          |
| 14:35                       |     |                            |              |       |          |
| IND Prannoy Kumar           | 2-0 | LAO Phetphanom Keophiachan | 21-11, 21-12 | 19min | Quadra 3 |
| 15:45                       |     |                            |              |       |          |
| JAM Dennis Coke             | 0-2 | FRA Lucas Claerbout        | 6-21, 6-21   | 19min | Quadra 3 |

### Grupo D
| Atleta                  | Jogos | Jogos | Jogos | Sets | Sets | Sets | Pontos | Pontos | Pontos |
| Atleta                  | V     | D     | T     | V    | D    | +/-  | V      | D      | +/-    |
| ----------------------- | ----- | ----- | ----- | ---- | ---- | ---- | ------ | ------ | ------ |
| TPE Hsieh Feng-Tse      | 3     | 0     | 3     | 6    | 0    | +6   | 126    | 71     | +55    |
| FIN Kasper Lehikoinen   | 2     | 1     | 3     | 4    | 2    | +2   | 112    | 77     | +35    |
| SRI Dilshan Kariyawasam | 1     | 2     | 3     | 2    | 4    | -2   | 94     | 103    | -9     |
| AUS Boris Ma            | 0     | 3     | 3     | 0    | 6    | –6   | 45     | 126    | –81    |

| Domingo, 15 de agosto       |     |                         |              |       |          |
| 10:05                       |     |                         |              |       |          |
| FIN Kasper Lehikoinen       | 2-0 | AUS Boris Ma            | 21–4, 21–5   | 15min | Quadra 3 |
| 12:10                       |     |                         |              |       |          |
| SRI Dilshan Kariyawasam     | 0-2 | TPE Hsieh Feng-tse      | 12–21, 14–21 | 22min | Quadra 2 |
| 19:55                       |     |                         |              |       |          |
| FIN Kasper Lehikoinen       | 0-2 | TPE Hsieh Feng-tse      | 14–21, 14–21 | 36min | Quadra 2 |
| 21:40                       |     |                         |              |       |          |
| SRI Dilshan Kariyawasam     | 2-0 | AUS Boris Ma            | 21–14, 21–5  | 23min | Quadra 2 |
| Segunda-feira, 16 de agosto |     |                         |              |       |          |
| 14:40                       |     |                         |              |       |          |
| FIN Kasper Lehikoinen       | 2-0 | SRI Dilshan Kariyawasam | 21-8, 21-18  | 30min | Quadra 1 |
| 16:40                       |     |                         |              |       |          |
| TPE Hsieh Feng-tse          | 2-0 | AUS Boris Ma            | 21-5, 21-12  | 20min | Quadra 2 |

### Grupo E
| Atleta                | Jogos | Jogos | Jogos | Sets | Sets | Sets | Pontos | Pontos | Pontos |
| Atleta                | V     | D     | T     | V    | D    | +/-  | V      | D      | +/-    |
| --------------------- | ----- | ----- | ----- | ---- | ---- | ---- | ------ | ------ | ------ |
| THA Pisit Poodchalat  | 3     | 0     | 3     | 6    | 0    | +6   | 126    | 66     | +60    |
| DEN Flemming Quach    | 2     | 1     | 3     | 4    | 2    | +2   | 118    | 92     | +26    |
| SWE Mikael Westerbäck | 1     | 2     | 3     | 2    | 4    | –2   | 95     | 98     | –3     |
| JOR Mohammed Qaddoum  | 0     | 3     | 3     | 0    | 6    | –6   | 43     | 126    | –83    |

| Domingo, 15 de agosto       |     |                       |              |       |          |
| 14:00                       |     |                       |              |       |          |
| THA Pisit Poodchalat        | 2-0 | JOR Mohammed Qaddoum  | 21–3, 21–6   | 18min | Quadra 3 |
| 15:30                       |     |                       |              |       |          |
| SWE Mikael Westerbäck       | 0-2 | DEN Flemming Quach    | 20–22, 9–21  | 28min | Quadra 2 |
| Segunda-feira, 16 de agosto |     |                       |              |       |          |
| 9:00                        |     |                       |              |       |          |
| THA Pisit Poodchalat        | 2-0 | DEN Flemming Quach    | 21-18, 21-15 | 40min | Quadra 2 |
| 10:45                       |     |                       |              |       |          |
| SWE Mikael Westerbäck       | 2-0 | JOR Mohammed Qaddoum  | 21-4, 21-9   | 17min | Quadra 1 |
| 18:30                       |     |                       |              |       |          |
| THA Pisit Poodchalat        | 2-0 | SWE Mikael Westerbäck | 21-13, 21-11 | 25min | Quadra 2 |
| 20:15                       |     |                       |              |       |          |
| DEN Flemming Quach          | 2-0 | JOR Mohammed Qaddoum  | 21-8, 21-13  | 21min | Quadra 1 |

### Grupo F
| Atleta                        | Jogos | Jogos | Jogos | Sets | Sets | Sets | Pontos | Pontos | Pontos |
| Atleta                        | V     | D     | T     | V    | D    | +/-  | V      | D      | +/-    |
| ----------------------------- | ----- | ----- | ----- | ---- | ---- | ---- | ------ | ------ | ------ |
| CHN Huang Yuxiang             | 3     | 0     | 3     | 6    | 0    | +6   | 126    | 67     | +59    |
| EGY Mahmoud Elsayad           | 2     | 1     | 3     | 4    | 2    | +2   | 107    | 113    | –6     |
| NED Nick Fransman             | 1     | 2     | 3     | 2    | 4    | -2   | 102    | 114    | -12    |
| ALG Mohamed Abderahim Belarbi | 0     | 3     | 3     | 0    | 6    | –6   | 86     | 127    | –41    |

| Domingo, 15 de agosto         |     |                               |              |       |          |
| 14:05                         |     |                               |              |       |          |
| CHN Huang Yuxiang             | 2-0 | EGY Mahmoud Elsayad           | 21–9, 21–13  | 18min | Quadra 1 |
| 15:45                         |     |                               |              |       |          |
| ALG Mohamed Abderahim Belarbi | 0-2 | NED Nick Fransman             | 14–21, 16–21 | 18min | Quadra 3 |
| Segunda-feira, 16 de agosto   |     |                               |              |       |          |
| 9:50                          |     |                               |              |       |          |
| CHN Huang Yuxiang             | 2-0 | NED Nick Fransman             | 21-11, 21-14 | 24min | Quadra 2 |
| 11:15                         |     |                               |              |       |          |
| ALG Mohamed Abderahim Belarbi | 0-2 | EGY Mahmoud Elsayad           | 16-21, 20-22 | 25min | Quadra 3 |
| 19:05                         |     |                               |              |       |          |
| CHN Huang Yuxiang             | 2-0 | ALG Mohamed Abderahim Belarbi | 21-9, 21-11  | 20min | Quadra 1 |
| 20:45                         |     |                               |              |       |          |
| NED Nick Fransman             | 0-2 | EGY Mahmoud Elsayad           | 16-21, 19-21 | 25min | Quadra 3 |

### Grupo G
| Atleta                      | Jogos | Jogos | Jogos | Sets | Sets | Sets | Pontos | Pontos | Pontos |
| Atleta                      | V     | D     | T     | V    | D    | +/-  | V      | D      | +/-    |
| --------------------------- | ----- | ----- | ----- | ---- | ---- | ---- | ------ | ------ | ------ |
| MAS Loh Wei Sheng           | 3     | 0     | 3     | 6    | 0    | +6   | 126    | 57     | +69    |
| TUR Emre Lale               | 2     | 1     | 3     | 4    | 2    | +2   | 112    | 106    | +6     |
| VIE Huỳnh Thông Thạo Nguyễn | 1     | 2     | 3     | 2    | 4    | -2   | 96     | 110    | –14    |
| SEY Kevin Ghislain          | 0     | 3     | 3     | 0    | 6    | –6   | 65     | 126    | –61    |

| Domingo, 15 de agosto       |     |                             |              |       |          |
| 13:30                       |     |                             |              |       |          |
| MAS Loh Wei Sheng           | 2-0 | SEY Kevin Ghislain          | 21–8, 21–5   | 17min | Quadra 2 |
| 16:40                       |     |                             |              |       |          |
| VIE Huỳnh Thông Thạo Nguyễn | 0-2 | TUR Emre Lale               | 15–21, 21–23 | 30min | Quadra 2 |
| Segunda-feira, 16 de agosto |     |                             |              |       |          |
| 09:00                       |     |                             |              |       |          |
| VIE Huỳnh Thông Thạo Nguyễn | 2-0 | SEY Kevin Ghislain          | 21-13, 21-11 | 20min | Quadra 1 |
| 11:00                       |     |                             |              |       |          |
| MAS Loh Wei Sheng           | 2-0 | TUR Emre Lale               | 21-17, 21-9  | 35min | Quadra 2 |
| 20:30                       |     |                             |              |       |          |
| MAS Loh Wei Sheng           | 2-0 | VIE Huỳnh Thông Thạo Nguyễn | 21-6, 21-12  | 30min | Quadra 2 |
| 21:20                       |     |                             |              |       |          |
| TUR Emre Lale               | 2-0 | SEY Kevin Ghislain          | 21-12, 21-16 | 20min | Quadra 3 |

### Grupo H
| Atleta                     | Jogos | Jogos | Jogos | Sets | Sets | Sets | Pontos | Pontos | Pontos |
| Atleta                     | V     | D     | T     | V    | D    | +/-  | V      | D      | +/-    |
| -------------------------- | ----- | ----- | ----- | ---- | ---- | ---- | ------ | ------ | ------ |
| SIN Huang Chao             | 3     | 0     | 3     | 6    | 1    | +5   | 144    | 90     | +54    |
| IND Sairaneeth Bhamidipati | 2     | 1     | 3     | 5    | 2    | +3   | 134    | 108    | +26    |
| PER Mario Cuba             | 1     | 2     | 3     | 2    | 4    | -2   | 91     | 115    | -24    |
| NZL Asher Richardson       | 0     | 3     | 3     | 0    | 6    | –6   | 70     | 126    | –56    |

| Domingo, 15 de agosto       |     |                      |                     |       |          |
| 14:55                       |     |                      |                     |       |          |
| IND Sairaneeth Bhamidipati  | 1-2 | SIN Huang Chao       | 12–21, 21–18, 17–21 | 48min | Quadra 2 |
| 16:20                       |     |                      |                     |       |          |
| PER Mario Cuba              | 2-0 | NZL Asher Richardson | 21–13, 21–18        | 30min | Quadra 3 |
| Segunda-feira, 16 de agosto |     |                      |                     |       |          |
| 10:10                       |     |                      |                     |       |          |
| IND Sairaneeth Bhamidipati  | 2-0 | NZL Asher Richardson | 21-12, 21-12        | 25min | Quadra 1 |
| 12:10                       |     |                      |                     |       |          |
| PER Mario Cuba              | 0-2 | SIN Huang Chao       | 15-21, 10-21        | 29min | Quadra 2 |
| 19:55                       |     |                      |                     |       |          |
| IND Sairaneeth Bhamidipati  | 2-0 | PER Mario Cuba       | 21-12, 21-12        | 20min | Quadra 2 |
| 21:40                       |     |                      |                     |       |          |
| NZL Asher Richardson        | 0-2 | SIN Huang Chao       | 7-21, 8-21          | 20min | Quadra 2 |

## Fase final
|  | Quartas-de-final Terça-feira, 17 de agosto | Quartas-de-final Terça-feira, 17 de agosto | Quartas-de-final Terça-feira, 17 de agosto | Quartas-de-final Terça-feira, 17 de agosto | Quartas-de-final Terça-feira, 17 de agosto |       |                      | Semifinais Quarta-feira, 18 de agosto | Semifinais Quarta-feira, 18 de agosto | Semifinais Quarta-feira, 18 de agosto | Semifinais Quarta-feira, 18 de agosto | Semifinais Quarta-feira, 18 de agosto |  |  | Final Quinta-feira, 19 de agosto | Final Quinta-feira, 19 de agosto | Final Quinta-feira, 19 de agosto | Final Quinta-feira, 19 de agosto | Final Quinta-feira, 19 de agosto |
|  |                                            |                                            |                                            |                                            |                                            |       |                      |                                       |                                       |                                       |                                       |                                       |  |  |                                  |                                  |                                  |                                  |                                  |
|  | 1                                          | KOR Kang Ji-Wook                           | 21                                         | 14                                         | 21                                         |       |                      |                                       |                                       |                                       |                                       |                                       |  |  |                                  |                                  |                                  |                                  |                                  |
|  | 9                                          | INA Evert Sukamta                          | 11                                         | 21                                         | 13                                         |       |                      |                                       |                                       |                                       |                                       |                                       |  |  |                                  |                                  |                                  |                                  |                                  |
|  | 9                                          | INA Evert Sukamta                          | 11                                         | 21                                         | 13                                         |       | 1                    | KOR Kang Ji-Wook                      | 21                                    | 17                                    | 17                                    |                                       |  |  |                                  |                                  |                                  |                                  |                                  |
|  |                                            |                                            |                                            |                                            |                                            |       | 1                    | KOR Kang Ji-Wook                      | 21                                    | 17                                    | 17                                    |                                       |  |  |                                  |                                  |                                  |                                  |                                  |
|  |                                            | 3                                          | IND Prannoy Kumar                          | 19                                         | 21                                         | 21    |                      |                                       |                                       |                                       |                                       |                                       |  |  |                                  |                                  |                                  |                                  |                                  |
|  | 3                                          | 3                                          | IND Prannoy Kumar                          | 19                                         | 21                                         | 21    | IND Prannoy Kumar    | 21                                    | 18                                    | 24                                    |                                       |                                       |  |  |                                  |                                  |                                  |                                  |                                  |
|  | 3                                          |                                            |                                            |                                            |                                            |       | IND Prannoy Kumar    | 21                                    | 18                                    | 24                                    |                                       |                                       |  |  |                                  |                                  |                                  |                                  |                                  |
|  | 10                                         | TPE Hsieh Feng-Tse                         | 13                                         | 21                                         | 22                                         |       |                      |                                       |                                       |                                       |                                       |                                       |  |  |                                  |                                  |                                  |                                  |                                  |
|  |                                            |                                            |                                            |                                            |                                            |       |                      |                                       |                                       |                                       |                                       |                                       |  |  | 3                                | IND Prannoy Kumar                | 15                               | 16                               |                                  |
|  |                                            |                                            | 5                                          | THA Pisit Poodchalat                       | 21                                         | 21    |                      |                                       |                                       |                                       |                                       |                                       |  |  |                                  |                                  |                                  |                                  |                                  |
|  | 5                                          | THA Pisit Poodchalat                       | 21                                         | 21                                         |                                            |       |                      |                                       |                                       |                                       |                                       |                                       |  |  |                                  |                                  |                                  |                                  |                                  |
|  | 4                                          | CHN Huang Yuxiang                          | 16                                         | 19                                         |                                            |       |                      |                                       |                                       |                                       |                                       |                                       |  |  |                                  |                                  |                                  |                                  |                                  |
|  | 4                                          | CHN Huang Yuxiang                          | 16                                         | 19                                         |                                            | 5     | THA Pisit Poodchalat | 21                                    | 19                                    | 11                                    |                                       |                                       |  |  |                                  |                                  |                                  |                                  |                                  |
|  |                                            |                                            |                                            |                                            |                                            | 5     | THA Pisit Poodchalat | 21                                    | 19                                    | 11                                    |                                       |                                       |  |  |                                  |                                  |                                  |                                  |                                  |
|  |                                            | 7                                          | MAS Loh Wei Sheng                          | 13                                         | 21                                         | 3 (r) |                      |                                       |                                       |                                       |                                       |                                       |  |  |                                  |                                  |                                  |                                  |                                  |
|  | 7                                          | 7                                          | MAS Loh Wei Sheng                          | 13                                         | 21                                         | 3 (r) | MAS Loh Wei Sheng    | 21                                    | 21                                    |                                       |                                       |                                       |  |  |                                  |                                  |                                  |                                  |                                  |
|  | 7                                          |                                            |                                            |                                            |                                            |       | MAS Loh Wei Sheng    | 21                                    | 21                                    |                                       |                                       |                                       |  |  |                                  |                                  |                                  |                                  |                                  |
|  | 32                                         | SIN Huang Chao                             | 18                                         | 16                                         |                                            |       |                      |                                       |                                       |                                       |                                       |                                       |  |  |                                  |                                  |                                  |                                  |                                  |

| Disputa da medalha de bronze Terça-feira, 19 de agosto |                   |    |  |  |
|                                                        |                   |    |  |  |
|                                                        |                   |    |  |  |
| 1                                                      | KOR Kang Ji-Wook  | WO |  |  |
| 7                                                      | MAS Loh Wei Sheng |    |  |  |